# 모나코의 공위 계승 순위
모나코의 현재 공은 그리말디가의 알베르 2세 (모나코)이며, 공위 계승 순위 1위는 모나코 공세자 자크이다. 
남녀 모두가 상속권을 가지지만, 남자가 여자보다 우선권을 가지는 아들 우선 상속법을 따른다.

## 공위 계승 순위
- 레니에 3세
  -  알베르 2세 (모나코)
    - (1) 모나코 공세자 자크 (2014년)
    - (2) 모나코 공녀 가브리엘라 (2014년)

  - (3) 모나코 공녀 카롤린 (1957년)
    - (4) 안드레아 카시라기 (1984년)
      - (5) 알렉상드르 "사샤" 카시라기 (2013년)
      - (6) 막시밀리안 카시라기 (2018년)
      - (7) 인디아 카시라기 (2015년)

    - (8) 피에르 카시라기 (1987년)
      - (9) 스테파노 카시라기 (2017년)
      - (10) 프란체스코 카시라기 (2018년)

    - (11) 샤를로트 카시라기 (1986년)
      - (12) 발타자르 라삼 (2018년)

    - (13) 하노버 공주 알렉산드라 (1999년)

  - (14) 모나코 공녀 스테파니 (1965년)
    - (15) 루이 듀크루엣 (1992년)
      - (16) 빅투아르 듀크루엣 (2023년)
      - (17) 콘스탄체 듀크루엣 (2024년)

    - (18) 폴린 듀크루엣 (1994년)

## 같이 보기
- 모나코의 군주 목록